# Fred Mayor
Fred Mayor, né William Frederick Mayor le 21 décembre 1865 à Ripon et mort le 10 janvier 1916 à Londres, est un peintre anglais de la fin du XIXe siècle et du début du XXe siècle.

## Biographie
William Frederick Mayor naît le 21 décembre 1865 à Ripon dans le Yorkshire. Il étudie à la St Edmund's School Canterbury (en).
Il commence sa carrière d'artiste peintre dans un studio à Chiswick qu'il partage avec Frank Brangwyn. En 1886, il part pour Paris et étudie à l'Académie Julian où il rencontre Philip Wilson Steer et Walter Sickert qui ont influencé son travail et sont devenus ses amis.
En 1888, âgé de 21 ans, un de ses tableaux est accepté à la Royal Academy of Arts. En 1899, il déménage pour rejoindre la colonie artistique de Staithes (dans le Yorkshire). Il y rencontre, puis épouse, une autre artiste, Hannah Hoyland (1873-1947). Il voyage en Europe et au Maroc, jusqu'à Fès. À son retour en Angleterre, en 1902, il expose une centaine de ces œuvres à la Leicester Galleries, à Londres, avec un grand succès dans la presse nationale et provinciale.
Ils décident de partir pour la France et rejoignent, en 1902, la petite colonie de peintres américains de Montreuil dans le Pas-de-Calais, il y développe son style impressionniste caractéristique. Ils ont deux garçons nés à Montreuil, Fred Hoyland Mayor, né en 1903, et Charles Cunningam Mayor, né en 1905, le peintre américain Harry van der Weyden est le témoin de ces deux naissances. À Montreuil, la famille Mayor réside au 91, Grande-Rue,.
Il découvre la ville de Cassis où il peint des marines et passe également des étés à Paris-Plage où il réalise quelques tableaux.
En 1909, il vend sa maison de Montreuil et retourne en Angleterre et s'installe avec sa famille à Whitchurch dans le Buckinghamshire, où en mars de la même année leur fille unique, Edith est née. En 1912, la famille déménage au no 61 Earls Court Square à Londres, et plus tard cette année-là, ses peintures lui ont valu une médaille d'argent à l'exposition internationale d'Amsterdam.
Souffrant d'un asthme sévère depuis longtemps, et afin de le préparer à devenir artiste de guerre, une opération était devenue nécessaire, malheureusement il meurt d'une hémorragie le 10 janvier 1916 à Londres, âgé de 51 ans,,.

## Collections publiques
- Montreuil (Pas-de-Calais), collection des amis du musée d'Art et d'Histoire Roger-Rodière : Les Moulins du Bacon, aquarelle, entre 1902 et 1909[6]